# Clara González
 Clara González Carrillo de Behringer  (* 11. September 1898 in Remedios, Chiriquí, Panama; † 10. Februar 1990 in Panama-Stadt, Panama) war eine panamaische Anwältin und Hochschullehrerin. Sie war die erste Richterin des 1951 gegründeten Jugendgerichts in Panama und gründete die Partido nacional feminista.

## Leben und Werk
González war die Tochter der spanischen Einwanderer David González und Basilia Carrillo Sánchez. Als Kind lebte sie von 1900 bis 1904 mit ihrer Familie im Exil in Costa Rica. 1918 erwarb sie einen Lehrerabschluss an der Escuela Normal und schrieb sich 1919 an der Escuela Nacional de Derecho (Nationale Rechtsschule) ein.  Während ihres Jurastudiums unterrichtete sie an der Escuela Manuel José Hurtado.  1922 erwarb sie als erste panamaische Frau einen Bachelor of Law, durfte jedoch als Frau nicht praktizieren. Ihre Abschlussarbeit mit dem Titel La Mujer ante el Derecho Panameño war eine der ersten Studien, die zu dieser Zeit zur rechtlichen Situation von Frauen durchgeführt wurden. Ihre Arbeit wurde Grundlage für einen Vorstoß zur Änderung der Verfassung. Die Regierung von Präsident Belisario Porras Barahona erhielt viele Anträge auf Änderung der Verfassung und 1924 wurde das Gesetz verabschiedet, dass Frauen einen Rechtsberuf ausüben dürfen.
1923 gründete sie mit Sara Sotillo, Elida Campodónico de Crespo, Rosa Navas, Sara Barrera und anderen die Nationale Feministische Partei, die jedoch erst 1924 den Status einer legalen Organisation erlangte. Die Gruppe organisierte die Escuela de Cultura Femenina (Schule für weibliche Kultur), wo Unterricht in Staatsbürgerkunde, Geschichte, Politik und anderen Fächern, die das Wissen von Frauen im beruflichen und sozialen Bereich verbessern würden, erfolgte.

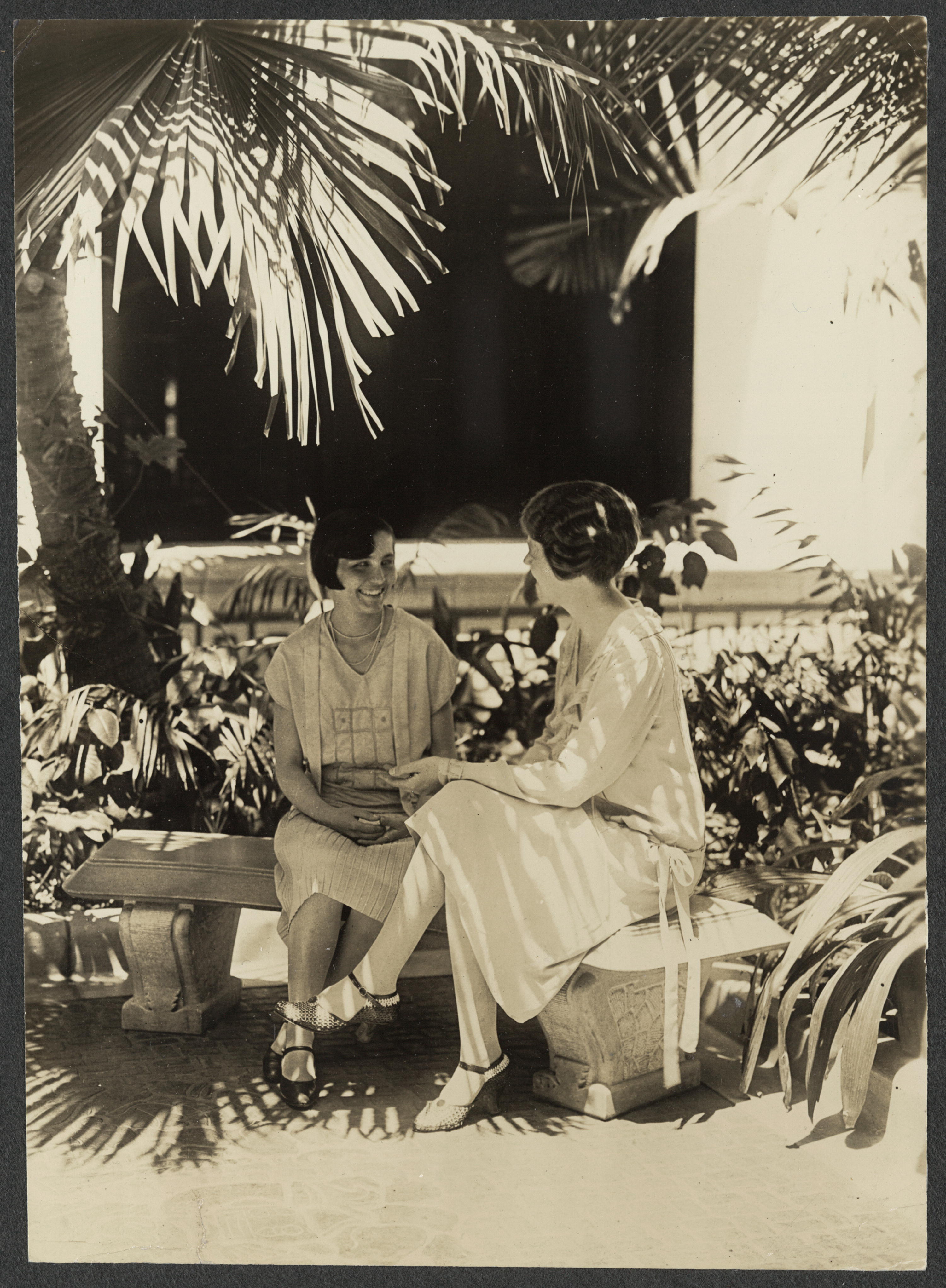
Doris Stevens, rechts, im Gespräch mit Clara González auf der Panamerikanischen Konferenz in Havanna im Januar 1928

1928 nahm sie als Delegierte der Lehrervereinigung an dem Interamerikanischen Frauenkongress als die erste Vertreterin Panamas an der Panamerikanischen Konferenz in Havanna teil.
Mit einem Stipendium studierte sie von 1928 bis 1929 an der New York University, wo sie 1929 als erste lateinamerikanische Frau einen Master of Law erhielt.
1930 kehrte sie nach Panama zurück, lehrte als Professorin am Nationalen Institut für Wirtschaft, Politikwissenschaft und Soziologie und versuchte die Nationale Feministische Partei wiederzubeleben. Sie unterrichtete bis 1937 an dem Institut und lehrte dann nach der Gründung der Universidad de Panamá dort Kriminologie, Familienrecht und Jugendgerichtsbarkeit.
Mit dem Sturz von Präsident Arnulfo Arias 1941 stellte González eine Veränderung des politischen Klimas fest. Von 1941 bis 1945 arbeitete sie in Kulturzentren für Erwachsene. 1942 war sie Direktorin des Instituts für die Überwachung und den Schutz von Kindern, welches auf ihren Wunsch gegründet worden war und dem Justizministerium unterstand. 1945 wurde das Institut an das Ministerium für Arbeit und öffentliche Gesundheit übertragen.
1944 gründete sie die Unión Nacional de Mujeres (Nationale Frauenpartei). Sie war Kandidatin für die Liberale Erneuerungspartei und wurde 1945 zur Abgeordneten der panamaischen Verfassungsversammlung gewählt. Von 1945 bis 1946 war sie stellvertretende Ministerin für Arbeit, Soziales und öffentliche Gesundheit in der liberalen Regierung von Enrique Adolfo Jiménez Brin, der von 1945 bis 1948 Präsident der Republik Panama war. Sie trug maßgeblich dazu bei, die Verabschiedung des Gesetzes über das Wahlrecht und die Gleichberechtigung der politischen Rechte voranzutreiben, bis 1946 das Gesetz verabschiedet wurde. 1947 war sie die erste Frau, die als Kandidatin für die zweite Vizepräsidentschaft des Präsidentschaftskandidaten der Erneuerungspartei nominiert wurde.
Die nachfolgende Regierung von Arnulfo Arias schuf das Jugendgericht innerhalb des Justizministeriums und im Februar 1951 wurde sie als erste Frau zur Jugendrichterin ernannt. Sie half bei der Festlegung der Richtlinien für die Vormundschaft des Jugendgerichts, einheitlicher Verfahren für den Umgang mit Jugendkriminalität sowie bei der Gründung des Chapala Juvenile Reformatory.
1943 hatte sie den amerikanischen Bauingenieur Charles A. Behringer geheiratet, der nach Panama gekommen war, um während des Zweiten Weltkriegs am Panamakanal zu arbeiten. Sie arbeitete bis 1964 für das Jugendgericht, bis sie auf Wunsch ihres Mannes in den Ruhestand ging und mit ihm nach West Covina, Kalifornien, zog. Nach seinem Tod 1966 kehrte sie nach Panama zurück.
Sie starb nach Komplikationen nach einer Hüftoperation in Panama City.

## Ehrungen
Die School of Public Prosecutions in Panama trägt ihren Namen, ebenso wie eine jährliche Auszeichnung, die die National Union of Lawyers an Juristen vergibt, die sich im Kampf für Frauen- oder Menschenrechte hervorgetan haben.
An der Universität von Panama gibt es eine Skulptur zur Anerkennung und Erinnerung an Clara González Carrillo de Behringer.